# رود بوكر
رود بوكر (بالإنجليزية: Rod Booker)‏ هو لاعب كرة قاعدة أمريكي، ولد في 4 سبتمبر 1958 في لوس أنجلوس في الولايات المتحدة.

## وصلات خارجية
- رود بوكر على موقع دوري كرة القاعدة الرئيسي (الإنجليزية)
- رود بوكر على موقعبيزبول رفرنس.كوم (الدوري الرئيسي) (الإنجليزية)
- رود بوكر على موقعبيزبول رفرنس.كوم (الدوري الثانوي) (الإنجليزية)
- رود بوكر على موقع إي إس بي إن.كوم (أم.أل.بي) (الإنجليزية)
- رود بوكر على موقع مشجعي الرسوم البيانية (الإنجليزية)